# Lymeon pulcher
Lymeon pulcher là một loài tò vò trong họ Ichneumonidae.